# Campionati mondiali di beach volley 1999
Il torneo dei Campionati mondiali di beach volley 1999 si è svolto dal 19 al 24 luglio 1999 a Marsiglia, in Francia. Si è trattato della seconda edizione ufficiale dell'evento.

## Torneo maschile

### Podio
| Pos. | Atleti                                     | Testa di serie |
| ---- | ------------------------------------------ | -------------- |
|      | José Loiola e Emanuel Rego (BRA)           | 2              |
|      | Martin Laciga e Paul Laciga (CHE)          | 6              |
|      | Rogério Ferreira e Guilherme Marques (BRA) | 3              |

## Torneo femminile

### Podio
| Pos. | Atlete                                    | Teste di serie |
| ---- | ----------------------------------------- | -------------- |
|      | Shelda Bede e Adriana Behar (BRA)         | 1              |
|      | Annett Davis e Jenny Johnson Jordan (USA) | 8              |
|      | Liz Masakayan e Elaine Youngs (USA)       | 13             |